# 1712
1712. је била проста година.

## Догађаји

### Март
- 11. март — Хрватски сабор донео Хрватску прагматичну санкцију

### Датум непознат
- Википедија:Непознат датум — Патријарх српски Мојсије I је изабран за архиепископа пећког и патријарха српског.

## Рођења

### Јун
- 28. јун — Жан Жак Русо, швајцарски филозоф.

## Смрти

### Фебруар
- 22. септембар — Никола Катина, француски војсковођа.